# Reiner Hartenstein
Reiner Hartenstein (* 18. Dezember 1934 in Berlin-Spandau; † 24. Juni 2022) war ein deutscher Informatiker. Hartenstein galt weltweit als Pionier der Hardware-Beschreibungs-Sprachen, des Reconfigurable Computing und des Reconfigurable Supercomputing.

## Leben
Hartenstein studierte 1954–1959 Nachrichtentechnik an der ehemaligen Universität Karlsruhe, wo er seine Diplomarbeit bei Professor Karl Steinbuch absolvierte. Er war 1960–1965 Projektleiter am Labor für Elektronik des Kernforschungszentrum Karlsruhe (heute Teil des Karlsruher Institut für Technologie), wo er Automatisierungs- und Datenerfassungs-Computersysteme für Experimente der Hochenergie-Physik und zur Instrumentierung von Kernreaktoren entwickelte. 1965 wechselte er an die Universität Karlsruhe, wo er als Mitarbeiter von Professor Karl Steinbuch auf dem Gebiet der Bildverarbeitung und automatischen Zeichenerkennung arbeitete und 1969 promovierte. Er war seit 1974 Professor an der Fakultät für Informatik der Universität Karlsruhe, bevor er 1977 als Ordinarius an die Universität Kaiserslautern berufen wurde, wo er den Entwurf Integrierter Schaltungen (VLSI-Entwurf) und dessen Automatisierung lehrte und bis zu seiner Emeritierung im Jahr 2003 Direktor des Labors für Reconfigurable Computing (Xputer Lab) war. Im Jahre 1981 war Reiner Hartenstein Gastprofessor an der University of California in Berkeley. Seine Arbeiten auf dem Gebiet der Hardwarebeschreibungssprachen und des Reconfigurable Computing sowie Configware/Software-Co-Compilation gelten als Pionierleistungen. Prof. Viktor Prasanna von der University of Southern California nannte ihn “The father of Reconfigurable Computing”.
Hartenstein gilt als Initiator der Methodologie des supersystolischen Array für grobkörnig rekonfigurierbare Architekturen, sowie des aus dem Xputer-Projekt hervorgegangenen Anti-Maschinen-Paradigmas (Kress/Kung-Maschinen-Paradigma) für rekonfigurierbare, nicht befehlsstrom-getriebene Parallelcomputer. Durch Reconfigurable Computing ist die Disruptive Technologie der Anti-Maschine das Gegenstück zur Befehlsstrom-getriebenen Von-Neumann-Maschine. Über Software zu Configware Migration ist dies die Grundlage neuartiger rekonfigurierbarer Supercomputer-Architekturen, die gegenüber klassischen Supercomputern Leistungsverbesserung um zwei und teilweise mehr Größenordnungen bringen bei gleichzeitiger Reduktion des Gebäude-Flächenbedarfs und der Stromrechnung um mehr als eine Größenordnung. Reiner Hartenstein wird es zugerechnet, die Begriffe Configware, Domino notation, Reconfigurable Computing Paradox und Structured hardware design geprägt zu haben.
Hartenstein war Gründer des während der 1980er Jahre BMFT-geförderten E.I.S.-Projekts zur Einführung der Mikroelektronik in der akademischen Lehre, an welchem 20 Universitäten der Bundesrepublik mitgewirkt haben. Deshalb nannte ihn Lynn Conway den “German Carver Mead”. Das E.I.S.-Projekt ist der Vorläufer der von der Europäischen Union geförderten EUROCHIP-Organisation. Hartenstein war Begründer der weltweit ersten jährlichen internationalen Workshop-Reihe PATMOS über „Low-Power“-Mikroelektronik-Entwurf. Außerdem war er Mitbegründer der weltweit ersten und nunmehr größten jährlichen internationalen Konferenzreihe FPL über FPGAs und Reconfigurable Computing und deren Anwendungen. Trotz seiner Emeritierung war er noch sehr aktiv und genoss es, Doktoranden zu betreuen und immer wieder zu Vorträgen oder Keynote-Adressen als Sprecher eingeladen zu werden.

## Werke
Hartenstein hat über 400 Fachaufsätze und 14 Bücher veröffentlicht, u. a. die Bücher:
- 1977: Fundamentals of Structured Hardware Design. A Design Language Approach at Register Transfer Language (Bestseller)
- 1996: Null Bock auf High Tech. Arbeitsplatz-Export – nur weil die Löhne zu hoch sind?

## Preise und Auszeichnungen
- IEEE life fellow
- FPL fellow
- IFIP silver core
- diverse „best paper awards“ und „best presentation awards“ von internationalen Konferenzen.